# Zatoka Katańska
Zatoka Katańska  (wł. Golfo di Catania) – zatoka Morza Jońskiego, wcinająca się w wybrzeże wschodniej Sycylii.

## Geografia
Zatoka Morza Jońskiego, wcina się we wschodnie wybrzeże Sycylii między Cape Campolato na południu a Cape Molini na północy . Ma ok. 32 km długości i 8 km szerokości . Uchodzi do niej rzeka Simeto .
Na jej północnym krańcu leży miasto Katania . 